# David Martínez Madero
David Martínez Madero (Masnou, 1963-Milán, 20 de enero de 2011) fue un fiscal y jurista español especializado en corrupción y el primer director de la Oficina Antifraude de Cataluña.

## Biografía
Licenciado en Derecho por la Universidad de Barcelona, comenzó como fiscal en 1992, en 1999 fue nombrado fiscal de la Fiscalía contra la Corrupción y la Criminalidad Organizada. Entre 2001 y 2007 se especializó en temas de corrupción colaborando en el proceso de adhesión de Rumania a la Unión Europea, lo que le supuso tener que vivir con guardaespaldas, ya que había sido amenazado por mafias rusas. El 26 de mayo de 2009 fue nombrado primer director de la Oficina Antifraude de Cataluña, organismo creado como reacción a las acusaciones hechas por Pasqual Maragall a Convergencia Democrática de Cataluña en el Parlamento catalán sobre el cobro de comisiones del 3% a empresas adjudicatarias de obras. Falleció de un infarto de miocardio en enero de 2011 en Milán, en un vuelo del que regresaba de Singapur, donde estaba investigando un tema de corrupción. En el momento de su muerte, estaba casado y tenía una hija de doce años. También había trabajado como consultor externo para la ONU, la OCDE y la Comisión Europea, entre otros organismo internacionales.